# Čačinci
Čačinci su općina u Hrvatskoj. Nalazi se u Virovitičko-podravskoj županiji.

## Zemljopis
Općina Čačinci nalazi se u jugoistočnom dijelu Virovitičko-podravske županije. Sa sjeverne strane graniči s općinama Mikleuš, Nova Bukovica i Crnac, s istočne strane s općinom Zdenci, s južne strane s gradom Orahovica i Požeško-slavonskom županijom, a sa zapadne s općinom Voćin.
U općini Čačinci se nalazi dvanaest naselja i to Brezovljani Vojlovički, Bukvik, Čačinci, Humljani, Krajna, Krasković, Paušinci, Prekoračani, Pušina, Rajino Polje, Slatinski Drenovac i Vojlovica. 
Naselje Čačinci je sjedište općine Čačinci. 
Općina Čačinci jedna je od većih općina u Virovitičko-podravskoj županiji, s površinom od 145,02 km2, što predstavlja 7,17 % površine županije.
Općina Čačinci svojim prirodnim vrijednostima, reljefom, geološkim sastavom tla, klimatskim i hidrološkim karakteristikama, vegetacijskim pokrovom i faunom, ima posebno značenje u Virovitičko-podravskoj županiji.

## Stanovništvo
Po popisu stanovništva iz 2011. godine, općina Čačinci imala je 2802 stanovnika, raspoređenih u 12 naselja:
- Brezovljani Vojlovički – 50
- Bukvik – 199
- Čačinci – 2110
- Humljani – 129
- Krajna – 15
- Krasković – 0
- Paušinci – 168
- Prekoračani – 0
- Pušina – 33
- Rajino Polje – 30
- Slatinski Drenovac – 50
- Vojlovica – 18

Gustoća naseljenosti 19 st/km2 što čini udio od 3,54 % u ukupnom stanovništvu Virovitičko-podravske županije.
| broj stanovnika | 2003  | 2291  | 2076  | 2556  | 2715  | 4232  | 4700  | 6488  | 6114  | 6787  | 6445  | 5692  | 4974  | 4528  | 3308  | 2802  | 2162  |
|                 | 1857. | 1869. | 1880. | 1890. | 1900. | 1910. | 1921. | 1931. | 1948. | 1953. | 1961. | 1971. | 1981. | 1991. | 2001. | 2011. | 2021. |

| broj stanovnika | 240   | 302   | 320   | 399   | 412   | 1022  | 1303  | 2240  | 2543  | 2688  | 2656  | 2767  | 2667  | 2617  | 2349  | 2110  | 1719  |
|                 | 1857. | 1869. | 1880. | 1890. | 1900. | 1910. | 1921. | 1931. | 1948. | 1953. | 1961. | 1971. | 1981. | 1991. | 2001. | 2011. | 2021. |

### Nacionalni sastav, 2011.
- Hrvati – 2548 (90,94 %)
- Srbi – 203 (7,28 %)
- Mađari – 7 (0,25 %)
- Albanci – 6 (0,21 %)
- Makedonci – 4
- Česi – 3
- Bošnjaci – 2
- Nijemci – 1
- Slovenci – 1
- Crnogorci – 1
- regionalna opredijeljenost – 1
- izjašnjavaju se u smislu vjerske pripadnosti – 10
- ne izjašnjavaju se – 15 (0,54 %)

## Uprava
Općina Čačinci ima svoje Vijeće, načelnika i upravna tijela koja obavljaju poslove lokalne samouprave na općinskoj razini, a smještena su u sjedištu općine.

## Povijest
Toponim Čačinci hrvatskog je podrijetla, a nastao je od riječi čačak, čačkovit, jer je selo nastalo na čačkovitom tlu (tlo puno čačaka – blatnih gruda).

## Gospodarstvo
Na području općine prisutna je pojava smanjenja poljoprivrednih površina. Klimatske prilike nisu posebno ograničavajući čimbenik za poljoprivrednu proizvodnju. 
Uglavnom se siju pšenica, kukuruz i soja, a u voćarstvu je značajan udio površina pod lješnjacima, te nešto vinograda.
U sadašnjem trenutku, koji karakterizira usitnjena i nespecijalizirana poljoprivredna proizvodnja i nerazvijeno tržište, presudno je koncipirati strateške proizvodne programe koji će omogućiti razvoj obiteljskih gospodarstava.
Pčelarstvo je od davnih vremena prisutno u ovim krajevima. Područje općine Čačinci jedno je od rijetkih područja u Republici Hrvatskoj koje omogućuje dvije obilne paše godišnje. Sezona ispaše započinje oko 15. travnja na poljima repice, a zatim slijedi ispaša na bagrmu, morfei i na kraju ciklusa cvjetanja oko 15. lipnja na kestenu i lipi.

## Obrazovanje
Odgoj i školstvo na području općine, provodi se u predškolskim ustanovama, osnovnim i područnim školama. 
Na području općine Čačinci nalazi se jedna osnovna škola, OŠ A. G. Matoša, u naselju Čačinci u sklopu koje djeluje i predškolska ustanova i područna škola u naselju Humljani.

## Kultura
- Kulturno umjetničko društvo "Čačinci"

## Šport
Na području općine djeluju sljedeća sportsko-rekreacijska društva:
1. Nogometni klub «Mladost» Čačinci
2. Košarkaški klub «Mladost» Čačinci
3. Boćarski klub «Dalmatinac» Bukvik
4. Lovačka udruga «Fazan» Čačinci
5. Lovačka udruga «Jelen» Jankovac
6. Športsko-ribolovna udruga «Klen» Čačinci

Na području općine nalazi se jedno nogometno igralište na adresi F. Jusupa 1a Čačinci, jedno košarkaško igralište Trg kardinala F. Kuharića 3 Čačinci i dva manja ribnjaka koja koristi športsko-ribolovna udruga «Klen» Čačinci.
U sastavu ŠRC, koji se nalazi na adresi F. Jusupa 1a također se nalazi i osvjetljeno igralište za odbojku na pijesku.
Zimski malonogometni turnir 'Čačinci'  održava se od 1989.

## Udruge

### Navijači
- Klub navijača Mladosti "Čačinački Alkosi"

## Spomenici i znamenitosti
Prirodne uvjete za razvitak turizma na ovom prostoru čine: prostrana lovna područja s bogatim fondom divljači, rijeka Vojlovica i njene pritoke, vinorodna područja, kao i brojna šumska i planinska područja (Park prirode Papuk, park šuma Jankovac), pogodna su za različite oblike izletničkog i rekreacijskog turizma.

## Vanjske poveznice
- Službene stranice općine Čačinci
- Informacijski portal općine Čačinci  Arhivirana inačica izvorne stranice od 6. srpnja 2010. (Wayback Machine)
- Web stranice Župe Čačinci  Arhivirana inačica izvorne stranice od 6. kolovoza 2018. (Wayback Machine)
- Web stranice Osnovne škole Čačinci  Arhivirana inačica izvorne stranice od 4. lipnja 2009. (Wayback Machine)